# Лісове (Вчорайшенська сільська громада)
Лі́сове (до 27.10.1957 року Буддьонного) —  село в Україні, у Бердичівському районі Житомирської області. Населення становить 15 осіб.

## Географія
На південно-східній стороні від села на відстані приблизно 1,71 км розташована станція Вчерайше.

## Населення

### Мова
Розподіл населення за рідною мовою за даними перепису 2001 року:
| Мова       | Кількість | Відсоток |
| ---------- | --------- | -------- |
| українська | 47        | 94%      |
| російська  | 3         | 6%       |
| Усього     | 50        | 100%     |